# Los Angeles Clippers 1985-1986
La stagione 1985-86 dei Los Angeles Clippers fu la 16ª nella NBA per la franchigia.
I Los Angeles Clippers arrivarono terzi nella Pacific Division della Western Conference con un record di 32-50, non qualificandosi per i play-off.

## Roster
| N° | Naz.                   | Ruolo | Sportivo          | Anno | Alt. | Peso |
| -- | ---------------------- | ----- | ----------------- | ---- | ---- | ---- |
| 00 | Stati Uniti (bandiera) | C     | Benoit Benjamin   | 1964 | 213  | 113  |
| 1  | Stati Uniti (bandiera) | G     | Darnell Valentine | 1959 | 185  | 83   |
| 2  | Stati Uniti (bandiera) | GA    | Junior Bridgeman  | 1953 | 196  | 95   |
| 4  | Stati Uniti (bandiera) | G     | Lancaster Gordon  | 1962 | 191  | 84   |
| 8  | Stati Uniti (bandiera) | GA    | Marques Johnson   | 1956 | 201  | 99   |
| 10 | Stati Uniti (bandiera) | G     | Norm Nixon        | 1955 | 188  | 77   |
| 14 | Stati Uniti (bandiera) | G     | Franklin Edwards  | 1959 | 185  | 77   |
| 18 | Stati Uniti (bandiera) | GA    | Derek Smith       | 1961 | 198  | 93   |
| 19 | Stati Uniti (bandiera) | A     | Cedric Maxwell    | 1955 | 203  | 93   |
| 20 | Stati Uniti (bandiera) | AC    | Ozell Jones       | 1960 | 211  | 107  |
| 21 | Stati Uniti (bandiera) | G     | Jim Thomas        | 1960 | 191  | 86   |
| 22 | Stati Uniti (bandiera) | A     | Rory White        | 1959 | 203  | 95   |
| 31 | Stati Uniti (bandiera) | C     | Wallace Bryant    | 1959 | 213  | 111  |
| 38 | Stati Uniti (bandiera) | A     | Jeff Cross        | 1961 | 208  | 109  |
| 40 | Stati Uniti (bandiera) | C     | James Donaldson   | 1957 | 218  | 125  |
| 40 | Stati Uniti (bandiera) | AC    | Kurt Nimphius     | 1958 | 208  | 99   |
| 44 | Stati Uniti (bandiera) | AC    | Michael Cage      | 1962 | 206  | 102  |
| 46 | Stati Uniti (bandiera) | A     | Jay Murphy        | 1962 | 206  | 100  |
| 52 | Stati Uniti (bandiera) | GA    | Jamaal Wilkes     | 1953 | 198  | 86   |

## Staff tecnico
- Allenatore: Don Chaney
- Vice-allenatori: Don Casey, Brad Greenberg
- Preparatore atletico: Mike Shimensky